# Elvira Possekel
Elvira Possekel, później Borchers (ur. 11 kwietnia 1953 w Kolonii) – niemiecka lekkoatletka, specjalizująca się w krótkich biegach sprinterskich, uczestniczka letnich igrzysk olimpijskich w Montrealu (1976), srebrna medalistka olimpijska w biegu sztafetowym 4 × 100 metrów. W czasie swojej kariery reprezentowała Republikę Federalną Niemiec.

## Sukcesy sportowe
- czterokrotna medalistka mistrzostw RFN w biegu na 100 metrów – złota (1977), dwukrotnie srebrna (1975, 1978) oraz brązowa (1976)[1]
- brązowa medalistka mistrzostw RFN w biegu na 200 metrów – 1977[2]
- złota medalistka mistrzostw RFN w sztafecie 4 × 100 metrów – 1975[3]
- pięciokrotna medalistka halowych mistrzostw RFN w biegu na 60 metrów – dwukrotnie złota (1976, 1978), dwukrotnie srebrna (1975, 1979) oraz brązowa (1974)[4]
- srebrna medalistka halowych mistrzostw RFN w biegu na 200 metrów – 1976[5]

| Rok  | Miasto     | Zawody                    | Konkurencja        | Wynik         |
| ---- | ---------- | ------------------------- | ------------------ | ------------- |
| 1975 | Katowice   | Halowe mistrzostwa Europy | bieg na 60 m       | 4. miejsce    |
| 1976 | Monachium  | Halowe mistrzostwa Europy | bieg na 60 m       | brązowy medal |
| 1976 | Montreal   | Igrzyska olimpijskie      | sztafeta 4 × 100 m | srebrny medal |
| 1977 | Düsseldorf | Puchar świata             | sztafeta 4 × 100 m | 1. miejsce    |
| 1978 | Praga      | Mistrzostwa Europy        | sztafeta 4 × 100 m | 6. miejsce    |

## Rekordy życiowe
- bieg na 100 metrów – 11,42 (1976)
- bieg na 200 metrów – 23,36 (1976)